# НБА в сезоні 2005—2006
Сезон НБА 2005—2006 був 60-м сезоном у Національній баскетбольній асоціації. Переможцями сезону стали «Маямі Гіт», які здолали у фінальній серії «Даллас Маверікс».

## Регламент змагання
Участь у сезоні брали 30 команд, розподілених між двома конференціями — Східною і Західною, кожна з яких у свою чергу складалася з трьох дивізіонів.
По ходу регулярного сезону кожна з команд-учасниць провела по 82 гри (по 41 грі на власному майданчику і на виїзді). При цьому з командами свого дивізіону проводилося по чотири гри, із шістьма командами з інших дивізіонів своєї конференції — теж по чотири гри, а з рештою чотирма командами своєї конференції — по три. Нарешті команди з різних конференцій проводили між собою по два матчі.
До раунду плей-оф виходили по вісім найкращих команд кожної з конференцій, причому переможці дивізіонів посідали місця угорі турнірної таблиці конференції, навіть при гірших результатах, ніж у команд з інших дивізіонів, які свої дивізіони не виграли. Плей-оф відбувався за олімпійською системою, за якою найкраща команда кожної конференції починала боротьбу проти команди, яка посіла восьме місце у тій же конференції, друга команда конференції — із сьомою, і так далі. В усіх раундах плей-оф переможець кожної пари визначався в серії ігор, яка тривала до чотирьох перемог однієї з команд.
Чемпіони кожної з конференцій, що визначалися на стадії плей-оф, для визначення чемпіона НБА зустрічалися між собою у Фіналі, що складався із серії ігор до чотирьох перемог.

## Регулярний сезон
Регулярний сезон тривав з 1 листопада 2005 — 19 квітня 2006, найкращий результат по його завершенні мали «Детройт Пістонс».

### Підсумкові таблиці за дивізіонами
| Атлантичний                   | В  | П  | %П   | Відст | Дом   | Гост  | Див  |
| ----------------------------- | -- | -- | ---- | ----- | ----- | ----- | ---- |
| y-«Нью-Джерсі Нетс»           | 49 | 33 | .598 | -     | 29–12 | 20–21 | 10–6 |
| «Філадельфія Севенті-Сіксерс» | 38 | 44 | .463 | 6     | 23–18 | 15–26 | 10–6 |
| «Бостон Селтікс»              | 33 | 49 | .402 | 12    | 21–20 | 12–29 | 10–6 |
| «Торонто Репторз»             | 27 | 55 | .329 | 14    | 15–26 | 12–29 | 6–10 |
| «Нью-Йорк Нікс»               | 23 | 59 | .280 | 23    | 15–26 | 8–33  | 4–12 |

| Центральний            | В  | П  | %П   | Відст | Дом   | Гост  | Див  |
| ---------------------- | -- | -- | ---- | ----- | ----- | ----- | ---- |
| y-«Детройт Пістонс»    | 64 | 18 | .780 | -     | 37–4  | 27–14 | 13–3 |
| x-«Клівленд Кавальєрс» | 50 | 32 | .610 | 14    | 31–10 | 19–22 | 11–5 |
| x-«Індіана Пейсерз»    | 41 | 41 | .500 | 23    | 27–14 | 14–27 | 6–10 |
| x-«Чикаго Буллз»       | 41 | 41 | .500 | 23    | 21–20 | 20–21 | 4–12 |
| x-«Мілвокі Бакс»       | 40 | 42 | .488 | 24    | 25–16 | 15–26 | 6–10 |

| Південно-Східний      | В  | П  | %П   | Відст | Дом   | Гост  | Див  |
| --------------------- | -- | -- | ---- | ----- | ----- | ----- | ---- |
| y-«Маямі Гіт»         | 52 | 30 | .634 | -     | 31–10 | 21–20 | 13–3 |
| x-«Вашингтон Візардс» | 42 | 40 | .512 | 10    | 27–14 | 15–26 | 8–8  |
| «Орландо Меджик»      | 36 | 46 | .439 | 16    | 26–15 | 10–31 | 9–7  |
| «Шарлотт Бобкетс»     | 26 | 56 | .317 | 26    | 17–24 | 9–32  | 5–11 |
| «Атланта Гокс»        | 26 | 56 | .317 | 26    | 18–23 | 8–33  | 5–11 |

| Північно-Західний         | В  | П  | %П   | Відст | Дом   | Гост  | Див  |
| ------------------------- | -- | -- | ---- | ----- | ----- | ----- | ---- |
| y-«Денвер Наггетс»        | 44 | 38 | .537 | -     | 26–15 | 18–23 | 10–6 |
| «Юта Джаз»                | 41 | 41 | .500 | 3     | 22–19 | 19–22 | 11–5 |
| «Сіетл Суперсонікс»       | 35 | 47 | .427 | 9     | 22–19 | 13–28 | 10–6 |
| «Міннесота Тімбервулвз»   | 33 | 49 | .402 | 11    | 24–17 | 9–32  | 6–10 |
| «Портленд Трейл-Блейзерс» | 21 | 61 | .256 | 23    | 15–26 | 6–35  | 3–13 |

| Тихоокеанський            | В  | П  | %П   | Відст | Дом   | Гост  | Див  |
| ------------------------- | -- | -- | ---- | ----- | ----- | ----- | ---- |
| y-«Фінікс Санз»           | 54 | 28 | .659 | -     | 31–10 | 23–18 | 10–6 |
| x-«Лос-Анджелес Кліпперс» | 47 | 35 | .573 | 7     | 27–14 | 20–21 | 7–9  |
| x-«Лос-Анджелес Лейкерс»  | 45 | 37 | .549 | 9     | 27–14 | 18–23 | 9–7  |
| x-«Сакраменто Кінґс»      | 44 | 38 | .537 | 10    | 27–14 | 17–24 | 10–6 |
| «Голден-Стейт Ворріорс»   | 34 | 48 | .415 | 20    | 21–20 | 13–28 | 4–12 |

| Південно-Західний     | В  | П  | %П   | Відст | Дом   | Гост  | Див  |
| --------------------- | -- | -- | ---- | ----- | ----- | ----- | ---- |
| y-«Сан-Антоніо Сперс» | 63 | 19 | .768 | -     | 34–7  | 29–12 | 13–3 |
| x-«Даллас Маверікс»   | 60 | 22 | .732 | 3     | 34–7  | 26–15 | 13–3 |
| x-«Мемфіс Ґріззліс»   | 49 | 33 | .598 | 14    | 30–11 | 19–22 | 6–10 |
| «Нью-Орлінс Горнетс»  | 38 | 44 | .463 | 25    | 24–17 | 14–27 | 7–9  |
| «Х'юстон Рокетс»      | 34 | 48 | .415 | 29    | 15–26 | 19–22 | 1–15 |

### Підсумкові таблиці за конференціями
| Східна | Східна                        | Східна | Східна | Східна | Східна |
| #      | Команда                       | В      | П      | %П     | Відст  |
| ------ | ----------------------------- | ------ | ------ | ------ | ------ |
| 1      | z-«Детройт Пістонс»           | 64     | 18     | .780   | -      |
| 2      | y-«Маямі Гіт»                 | 52     | 30     | .634   | 12     |
| 3      | y-«Нью-Джерсі Нетс»           | 49     | 33     | .598   | 15     |
| 4      | x-«Клівленд Кавальєрс»        | 50     | 32     | .610   | 14     |
| 5      | x-«Вашингтон Візардс»         | 42     | 40     | .512   | 22     |
| 6      | x-«Індіана Пейсерз»           | 41     | 41     | .500   | 23     |
| 7      | x-«Чикаго Буллз»              | 41     | 41     | .500   | 23     |
| 8      | x-«Мілвокі Бакс»              | 40     | 42     | .488   | 24     |
|        |                               |        |        |        |        |
| 9      | «Філадельфія Севенті-Сіксерс» | 38     | 44     | .463   | 26     |
| 10     | «Орландо Меджик»              | 36     | 46     | .439   | 28     |
| 11     | «Бостон Селтікс»              | 33     | 49     | .402   | 31     |
| 12     | «Торонто Репторз»             | 27     | 55     | .329   | 37     |
| 13     | «Шарлотт Бобкетс»             | 26     | 56     | .317   | 38     |
| 14     | «Атланта Гокс»                | 26     | 56     | .317   | 38     |
| 15     | «Нью-Йорк Нікс»               | 23     | 59     | .280   | 41     |

| #  | Західна                   | Західна | Західна | Західна | Західна |
| #  | Команда                   | В       | П       | %П      | Відст   |
| -- | ------------------------- | ------- | ------- | ------- | ------- |
| 1  | c-«Сан-Антоніо Сперс»     | 63      | 19      | .768    | -       |
| 2  | y-«Фінікс Санз»           | 54      | 28      | .659    | 9       |
| 3  | y-«Денвер Наггетс»        | 44      | 38      | .537    | 19      |
| 4  | x-«Даллас Маверікс»       | 60      | 22      | .732    | 3       |
| 5  | x-«Мемфіс Ґріззліс»       | 49      | 33      | .598    | 14      |
| 6  | x-«Лос-Анджелес Кліпперс» | 47      | 35      | .573    | 16      |
| 7  | x-«Лос-Анджелес Лейкерс»  | 45      | 37      | .549    | 18      |
| 8  | x-«Сакраменто Кінґс»      | 44      | 38      | .537    | 19      |
|    |                           |         |         |         |         |
| 9  | «Юта Джаз»                | 41      | 41      | .500    | 22      |
| 10 | «Нью-Орлінс Горнетс»      | 38      | 44      | .463    | 25      |
| 11 | «Сіетл Суперсонікс»       | 35      | 47      | .427    | 28      |
| 12 | «Голден-Стейт Ворріорс»   | 34      | 48      | .415    | 29      |
| 13 | «Х'юстон Рокетс»          | 34      | 48      | .415    | 29      |
| 14 | «Міннесота Тімбервулвз»   | 33      | 49      | .402    | 30      |
| 15 | «Портленд Трейл-Блейзерс» | 21      | 61      | .256    | 42      |

Легенда:
- z — Найкраща команда регулярного сезону НБА
- c — Найкраща команда конференції
- y — Переможець дивізіону
- x — Учасник плей-оф

## Плей-оф
Переможці пар плей-оф позначені жирним. Цифри перед назвою команди відповідають її позиції у підсумковій турнірній таблиці регулярного сезону конференції. Цифри після назви команди відповідають кількості її перемог у відповідному раунді плей-оф. Курсивом позначені команди, які мали перевагу власного майданчика (принаймні потенційно могли провести більшість ігор серії вдома).
|  | Перший раунд        | Перший раунд            | Перший раунд         |   |                      | Півфінали конференції   | Півфінали конференції | Півфінали конференції |  |    | Фінали конференції | Фінали конференції | Фінали конференції |  |    | Фінал НБА    | Фінал НБА | Фінал НБА |
|  |                     |                         |                      |   |                      |                         |                       |                       |  |    |                    |                    |                    |  |    |              |           |           |
|  | E1                  | «Детройт Пістонс»*      | 4                    |   |                      |                         |                       |                       |  |    |                    |                    |                    |  |    |              |           |           |
|  | E8                  | «Мілвокі Бакс»          | 1                    |   |                      |                         |                       |                       |  |    |                    |                    |                    |  |    |              |           |           |
|  | E8                  | «Мілвокі Бакс»          | 1                    |   | E1                   | «Детройт Пістонс»*      | 4                     |                       |  |    |                    |                    |                    |  |    |              |           |           |
|  |                     |                         |                      |   | E1                   | «Детройт Пістонс»*      | 4                     |                       |  |    |                    |                    |                    |  |    |              |           |           |
|  |                     | E4                      | «Клівленд Кавальєрс» | 3 |                      |                         |                       |                       |  |    |                    |                    |                    |  |    |              |           |           |
|  | E4                  | E4                      | «Клівленд Кавальєрс» | 3 | «Клівленд Кавальєрс» | 4                       |                       |                       |  |    |                    |                    |                    |  |    |              |           |           |
|  | E4                  |                         |                      |   | «Клівленд Кавальєрс» | 4                       |                       |                       |  |    |                    |                    |                    |  |    |              |           |           |
|  | E5                  | «Вашингтон»             | 2                    |   |                      |                         |                       |                       |  |    |                    |                    |                    |  |    |              |           |           |
|  | E5                  | «Вашингтон»             | 2                    |   |                      |                         |                       |                       |  | E1 | «Детройт Пістонс»* | 2                  |                    |  |    |              |           |           |
|  | Східна конференція  |                         |                      |   |                      |                         |                       |                       |  | E1 | «Детройт Пістонс»* | 2                  |                    |  |    |              |           |           |
|  |                     | E2                      | «Маямі Гіт»*         | 4 |                      |                         |                       |                       |  |    |                    |                    |                    |  |    |              |           |           |
|  | E3                  | E2                      | «Маямі Гіт»*         | 4 | «Нью-Джерсі Нетс»*   | 4                       |                       |                       |  |    |                    |                    |                    |  |    |              |           |           |
|  | E3                  |                         |                      |   | «Нью-Джерсі Нетс»*   | 4                       |                       |                       |  |    |                    |                    |                    |  |    |              |           |           |
|  | E6                  | «Індіана Пейсерз»       | 2                    |   |                      |                         |                       |                       |  |    |                    |                    |                    |  |    |              |           |           |
|  | E6                  | «Індіана Пейсерз»       | 2                    |   | E3                   | «Нью-Джерсі Нетс»*      | 1                     |                       |  |    |                    |                    |                    |  |    |              |           |           |
|  |                     |                         |                      |   | E3                   | «Нью-Джерсі Нетс»*      | 1                     |                       |  |    |                    |                    |                    |  |    |              |           |           |
|  |                     | E2                      | «Маямі Гіт»*         | 4 |                      |                         |                       |                       |  |    |                    |                    |                    |  |    |              |           |           |
|  | E2                  | E2                      | «Маямі Гіт»*         | 4 | «Маямі Гіт»*         | 4                       |                       |                       |  |    |                    |                    |                    |  |    |              |           |           |
|  | E2                  |                         |                      |   | «Маямі Гіт»*         | 4                       |                       |                       |  |    |                    |                    |                    |  |    |              |           |           |
|  | E7                  | «Чикаго Буллз»          | 2                    |   |                      |                         |                       |                       |  |    |                    |                    |                    |  |    |              |           |           |
|  | E7                  | «Чикаго Буллз»          | 2                    |   |                      |                         |                       |                       |  |    |                    |                    |                    |  | E2 | «Маямі Гіт»* | 4         |           |
|  |                     |                         |                      |   |                      |                         |                       |                       |  |    |                    |                    |                    |  | E2 | «Маямі Гіт»* | 4         |           |
|  |                     | W4                      | «Даллас Маверікс»    | 2 |                      |                         |                       |                       |  |    |                    |                    |                    |  |    |              |           |           |
|  | W1                  | W4                      | «Даллас Маверікс»    | 2 | «Сан-Антоніо Сперс»* | 4                       |                       |                       |  |    |                    |                    |                    |  |    |              |           |           |
|  | W1                  |                         |                      |   | «Сан-Антоніо Сперс»* | 4                       |                       |                       |  |    |                    |                    |                    |  |    |              |           |           |
|  | W8                  | «Сакраменто Кінґс»      | 2                    |   |                      |                         |                       |                       |  |    |                    |                    |                    |  |    |              |           |           |
|  | W8                  | «Сакраменто Кінґс»      | 2                    |   | W1                   | «Сан-Антоніо Сперс»*    | 3                     |                       |  |    |                    |                    |                    |  |    |              |           |           |
|  |                     |                         |                      |   | W1                   | «Сан-Антоніо Сперс»*    | 3                     |                       |  |    |                    |                    |                    |  |    |              |           |           |
|  |                     | W4                      | «Даллас Маверікс»    | 4 |                      |                         |                       |                       |  |    |                    |                    |                    |  |    |              |           |           |
|  | W4                  | W4                      | «Даллас Маверікс»    | 4 | «Даллас Маверікс»    | 4                       |                       |                       |  |    |                    |                    |                    |  |    |              |           |           |
|  | W4                  |                         |                      |   | «Даллас Маверікс»    | 4                       |                       |                       |  |    |                    |                    |                    |  |    |              |           |           |
|  | W5                  | «Мемфіс Ґріззліс»       | 0                    |   |                      |                         |                       |                       |  |    |                    |                    |                    |  |    |              |           |           |
|  | W5                  | «Мемфіс Ґріззліс»       | 0                    |   |                      |                         |                       |                       |  | W4 | «Даллас Маверікс»  | 4                  |                    |  |    |              |           |           |
|  | Західна конференція |                         |                      |   |                      |                         |                       |                       |  | W4 | «Даллас Маверікс»  | 4                  |                    |  |    |              |           |           |
|  |                     | W2                      | «Фінікс Санз»*       | 2 |                      |                         |                       |                       |  |    |                    |                    |                    |  |    |              |           |           |
|  | W3                  | W2                      | «Фінікс Санз»*       | 2 | «Денвер Наггетс»*    | 1                       |                       |                       |  |    |                    |                    |                    |  |    |              |           |           |
|  | W3                  |                         |                      |   | «Денвер Наггетс»*    | 1                       |                       |                       |  |    |                    |                    |                    |  |    |              |           |           |
|  | W6                  | «Лос-Анджелес Кліпперс» | 4                    |   |                      |                         |                       |                       |  |    |                    |                    |                    |  |    |              |           |           |
|  | W6                  | «Лос-Анджелес Кліпперс» | 4                    |   | W6                   | «Лос-Анджелес Кліпперс» | 3                     |                       |  |    |                    |                    |                    |  |    |              |           |           |
|  |                     |                         |                      |   | W6                   | «Лос-Анджелес Кліпперс» | 3                     |                       |  |    |                    |                    |                    |  |    |              |           |           |
|  |                     | W2                      | «Фінікс Санз»*       | 4 |                      |                         |                       |                       |  |    |                    |                    |                    |  |    |              |           |           |
|  | W2                  | W2                      | «Фінікс Санз»*       | 4 | «Фінікс Санз»*       | 4                       |                       |                       |  |    |                    |                    |                    |  |    |              |           |           |
|  | W2                  |                         |                      |   | «Фінікс Санз»*       | 4                       |                       |                       |  |    |                    |                    |                    |  |    |              |           |           |
|  | W7                  | «Лос-Анджелес Лейкерс»  | 3                    |   |                      |                         |                       |                       |  |    |                    |                    |                    |  |    |              |           |           |

* — переможці дивізіонів.

## Лідери сезону за статистичними показниками
| Показник                   | Гравець          | Команда                 | Результат |
| -------------------------- | ---------------- | ----------------------- | --------- |
| Очки за гру                | Кобі Браянт      | «Лос-Анджелес Лейкерс»  | 35.4      |
| Підбирання за гру          | Кевін Гарнетт    | «Міннесота Тімбервулвз» | 12.7      |
| Передачі за гру            | Стів Неш         | «Фінікс Санз»           | 10.5      |
| Перехоплення за гру        | Джеральд Воллес  | «Шарлотт Бобкетс»       | 2.51      |
| Блокування за гру          | Маркус Кембі     | «Денвер Наггетс»        | 3.29      |
| % влучань з гри            | Шакіл О'Ніл      | «Маямі Гіт»             | .600      |
| % влучань штрафних кидків  | Стів Неш         | «Фінікс Санз»           | .921      |
| % влучань 3-очкових кидків | Річард Гамільтон | «Детройт Пістонс»       | .458      |

## Нагороди НБА

### Щорічні нагороди
- Найцінніший гравець: Стів Неш, «Фінікс Санз»
- Найкращий захисний гравець: Бен Воллес, «Детройт Пістонс»
- Новачок року: Кріс Пол, «Нью-Орлінс Горнетс»
- Найкращий шостий гравець: Майк Міллер, «Мемфіс Ґріззліс»
- Найбільш прогресуючий гравець: Боріс Діао, «Фінікс Санз»
- Тренер року: Ейврі Джонсон, «Даллас Маверікс»
- Менеджер року: Елджин Бейлор, «Лос-Анджелес Кліпперс»
- Приз за спортивну поведінку: Елтон Бренд, «Лос-Анджелес Кліпперс»

| - Перша збірна всіх зірок: - F Леброн Джеймс – «Клівленд Кавальєрс» - F Дірк Новіцкі – «Даллас Маверікс» - C Шакіл О'Ніл – «Маямі Гіт» - G Кобі Браянт – «Лос-Анджелес Лейкерс» - G Стів Неш – «Фінікс Санз» | - Друга збірна всіх зірок: - F Елтон Бренд – «Лос-Анджелес Кліпперс» - F Тім Данкан – «Сан-Антоніо Сперс» - C Бен Воллес – «Детройт Пістонс» - G Двейн Вейд – «Маямі Гіт» - G Чонсі Біллапс – «Детройт Пістонс» | - Третя збірна всіх зірок: - F Шон Меріон – «Фінікс Санз» - F Кармело Ентоні – «Денвер Наггетс» - C Яо Мін – «Х'юстон Рокетс» - G Аллен Айверсон – «Філадельфія Севенті-Сіксерс» - G Гілбер Арінас – «Вашингтон Візардс» |

| - Перша збірна всіх зірок захисту: - Брюс Боуен – «Сан-Антоніо Сперс» - Бен Воллес – «Детройт Пістонс» - Андрій Кириленко – «Юта Джаз» - Рон Артест – «Сакраменто Кінґс» - Кобі Браянт – «Лос-Анджелес Лейкерс» - Джейсон Кідд – «Нью-Джерсі Нетс» | - Друга збірна всіх зірок захисту: - Тім Данкан – «Сан-Антоніо Сперс» - Чонсі Біллапс – «Детройт Пістонс» - Кевін Гарнетт – «Міннесота Тімбервулвз» - Маркус Кембі – «Денвер Наггетс» - Тайшон Прінс – «Детройт Пістонс» |

| - Перша збірна новачків: - Кріс Пол – «Нью-Орлінс Горнетс» - Чарлі Вільянуева – «Торонто Репторз» - Ендрю Богут – «Мілвокі Бакс» - Дерон Вільямс – «Юта Джаз» - Ченнінг Фрай – «Нью-Йорк Нікс» | - Друга збірна новачків: - Денні Гренджер – «Індіана Пейсерз» - Реймонд Фелтон – «Шарлотт Бобкетс» - Лютер Гед – «Х'юстон Рокетс» - Марвін Вільямс – «Атланта Гокс» - Раян Гомес – «Бостон Селтікс» |

### Гравець місяця
| Місяць             | Східна конференція                         | Західна конференція                         | Прим. |
| ------------------ | ------------------------------------------ | ------------------------------------------- | ----- |
| жовтень – листопад | Леброн Джеймс («Клівленд Кавальєрс») (1/2) | Елтон Бренд («Лос-Анджелес Кліпперс») (1/1) |       |
| грудень            | Вінс Картер («Нью-Джерсі Нетс») (1/1)      | Дірк Новіцкі («Даллас Маверікс») (1/1)      |       |
| січень             | Чонсі Біллапс («Детройт Пістонс») (1/1)    | Кобі Браянт («Лос-Анджелес Лейкерс») (1/2)  |       |
| лютий              | Двейн Вейд («Маямі Гіт») (1/1)             | Шон Меріон («Фінікс Санз») (1/1)            |       |
| березень           | Леброн Джеймс («Клівленд Кавальєрс») (2/2) | Кармело Ентоні («Денвер Наггетс») (1/1)     |       |
| квітень            | Двайт Говард («Орландо Меджик») (1/1)      | Кобі Браянт («Лос-Анджелес Лейкерс») (2/2)  |       |

### Новачок місяця
| Місяць             | Східна конференція                         | Західна конференція                   | Прим. |
| ------------------ | ------------------------------------------ | ------------------------------------- | ----- |
| жовтень – листопад | Ченнінг Фрай («Нью-Йорк Нікс») (1/1)       | Кріс Пол («Нью-Орлінс Горнетс») (1/6) |       |
| грудень            | Чарлі Вільянуева («Торонто Репторз») (1/1) | Кріс Пол («Нью-Орлінс Горнетс») (2/6) |       |
| січень             | Ендрю Богут («Мілвокі Бакс») (1/1)         | Кріс Пол («Нью-Орлінс Горнетс») (3/6) |       |
| лютий              | Реймонд Фелтон («Шарлотт Бобкетс») (1/3)   | Кріс Пол («Нью-Орлінс Горнетс») (4/6) |       |
| березень           | Реймонд Фелтон («Шарлотт Бобкетс») (2/3)   | Кріс Пол («Нью-Орлінс Горнетс») (5/6) |       |
| квітень            | Реймонд Фелтон («Шарлотт Бобкетс») (3/3)   | Кріс Пол («Нью-Орлінс Горнетс») (6/6) |       |